# Vítor Ribeiro
Vítor Ribeiro (ur. 24 lutego 1979 w Rio de Janeiro) – brazylijski zawodnik mieszanych sztuk walki (MMA) oraz brazylijskiego jiu jitsu (czarny pas, V dan) w latach 2001–2010. Były mistrz Shooto (2003), Cage Rage (2005) oraz brązowy medalista Mistrzostw Świata ADCC z 2003.

## Kariera sportowa
Ribeiro jest utytułowanym grapplerem. Zostawał m.in. trzykrotnym Mistrzem Świata organizacji CBJJ w brazylijskim jiu-jitsu w dywizji czarnych pasów (1999, 2000, 2001). W 2003 zajął 3. miejsce na V Mistrzostwach Świata ADCC w kat. 77 kg.

### Kariera MMA
W 2001 zadebiutował w MMA pokonując przed czasem Charliego Kohlera. W latach 2002–2004 walczył głównie w Japonii, na galach Shooto, gdzie pokonywał Tatsuyę Kawajiriego czy Joachim Hansen (w walce o tytuł mistrza Shooto). Pas mistrzowski stracił w rewanżu z Kawajirim, 14 grudnia 2004. W 2005 związał się z brytyjską organizacją Cage Rage.  W swoim drugim pojedynku dla organizacji odebrał pas wagi lekkiej Brazylijczykowi Jeanowi Silvie, wygrywając z nim przez poddanie (duszenie trójkątne rękami). Tytuł bronił dwukrotnie, poddając obu pretendentów (Abdula Mohameda i Daisuke Nakamurę).
W 2007 wrócił do Japonii wiążąc się z Hero’s i biorąc udział w turnieju wagi średniej, gdzie ostatecznie doszedł do półfinału, w którym przegrał przez nokaut z późniejszym zwycięzcą całego turnieju Gesiasem Cavalcante. W latach 2009–2010 walczył dla DREAM oraz Strikeforce, gdzie przegrywał m.in. z Shin'yą Aokim. Przegrana z Justin Wilcoxem na gali Strikeforce, 19 listopada 2010 była jego ostatnią w karierze, lecz dopiero w 2013 oficjalnie zakończył karierę zawodniczą.

## Osiągnięcia
Mieszane sztuki walki:
- 2003–2004: Mistrz Shooto w wadze lekkiej
- 2005−2006: Mistrz Świata Cage Rage w wadze lekkiej
- 2007: HERO’S 2007 Middleweight Grand Prix - półfinalista turnieju wagi średniej

Grappling / Submission fighting:
- Confederação Brasileira de Jiu-Jitsu (CBJJ)
  - 1996: Mistrzostwa Panamerykańskie CBJJ – 1. miejsce w wadze piórkowej, brązowe pasy
  - 1998: Mistrzostwa Panamerykańskie CBJJ – 2. miejsce w wadze lekkiej, czarne pasy
  - 1996: Mistrzostwa Świata CBJJ – 1. miejsce w wadze piórkowej, purpurowe pasy
  - 1997: Mistrzostwa Świata CBJJ – 2. miejsce w wadze piórkowej, czarne pasy
  - 1999: Mistrzostwa Świata CBJJ – 1. miejsce w wadze lekkiej, czarne pasy
  - 2000: Mistrzostwa Świata CBJJ – 1. miejsce w wadze lekkiej, czarne pasy
  - 2001: Mistrzostwa Świata CBJJ – 1. miejsce w wadze średniej, czarne pasy

- Abu Dhabi Combat Club
  - 2003: V Mistrzostwa Świata ADCC – 3. miejsce w kat. 77 kg